# Owghal
Owghal (persiska: اوغل) är en ort i Iran.   Den ligger i provinsen Kurdistan, i den nordvästra delen av landet, 500 km väster om huvudstaden Teheran. Owghal ligger 1 541 meter över havet och antalet invånare är 301.
Terrängen runt Owghal är kuperad åt nordost, men åt sydväst är den bergig. Runt Owghal är det ganska tätbefolkat, med 93 invånare per kvadratkilometer. Närmaste större samhälle är Kānī Sūr, 8,5 km öster om Owghal. Trakten runt Owghal består i huvudsak av gräsmarker.